# Глюкозамін

Глюкозамін

Глюкозамі́н — речовина, що виробляється хрящовою тканиною суглобів, слугує необхідним будівельним компонентом хондроїтина та входить до складу інших важливих для суглоба речовин (див. синовіальна рідина).
По своїй структурі є аміноцукром, слугує як важливий прекурсор у біохімічному синтезі глікозильованих білків і ліпідів. Оскільки глюкозамін є попередником глікозаміногліканів, що є основним компонентом суглобових хрящів, вважається, що його застосування може сприяти відновленню хрящової тканини та лікуванню артритів.
У медицині використовується як лікарський засіб групи нестероїдних протизапальних препаратів для поповнення ендогенного дефициту глюкозаміну. Зазвичай використовується для лікування остеоартриту, хоча його застосування як медикаментозного засобу оскаржується й досі.